# Рифамицин
Рифамицин — антибиотик. Относится к фармакологической группе ансамицины.
Фармакологическое действие — антибактериальное широкого спектра действия, бактерицидное. Связывается с ДНК-зависимой РНК-полимеразой, угнетает синтез РНК. Стандартная дозировка: по 400 мг 2 раза в день 7-10 суток.

## Фармакологическое действие
Антибиотик группы рифамицинов, получен из лучистого грибка Streptomyces mediterranei в 1957 г. Оказывает бактерицидное действие. Механизм действия связан с подавлением синтеза РНК путем образования комплекса с ДНК-зависимой РНК-полимеразой.
В низких концентрациях активен в отношении Mycobacterium tuberculosis, Staphylococcus spp., Streptococcus spp. (в т. ч. Streptococcus pneumoniae), Neisseria gonorrhoeae, Neisseria meningitidis; в более высоких концентрациях активен в отношении Escherichia coli, Proteus spp.
Активен в отношении штаммов микроорганизмов, резистентных к полусинтетическим пенициллинам и цефалоспоринам. Не вступает в перекрестное взаимодействие с другими антибиотиками (за исключением рифампицина).

## Фармакокинетика
Быстро всасывается при в/м введении. Cmax достигается через 30 мин, терапевтическая концентрация сохраняется 6-8 ч. С увеличением дозы в 4 раза, Cmax возрастает в 1.5-3 раза и при в/в введении выше, чем при в/м, но снижается быстрее. Не кумулирует. Связь с белками плазмы составляет 60-70%. Распределение: максимальная концентрация - в печени, меньше - в почках, легких, асцитической и плевральной жидкостях. Длительно задерживается в очагах воспаления. Не проникает через ГЭБ. Проникает через плацентарный барьер. Метаболизируется с образованием активного метаболита. T1/2 - 2 ч. Выводится с желчью (60-90% в течение 8-24 ч), в незначительном количестве - почками. В кишечнике происходит частичное обратное всасывание, обусловливающее длительную циркуляцию в организме. При холестазе содержание в плазме возрастает.
При местном применении в форме ушных капель характеризуется низкой абсорбцией в системный кровоток.

## Показания
Острый и хронический отит (в т.ч. при изолированных гнойных поражениях барабанной перепонки и ее перфорации), состояния после оперативных вмешательств на среднем ухе.
Инфекционно-воспалительные заболевания, вызванные чувствительными к рифамицину микроорганизмами, в т.ч. гонорея, туберкулез.

## Режим дозирования
В/м взрослым и детям старше 6 лет с массой тела более 25 кг - по 500-750 мг каждые 8 и 12 ч соответственно; детям до 6 лет - по 125 мг каждые 12 ч.
В/в взрослым и детям с массой тела более 25 кг - 500 мг в сут; для детей с массой менее 25 кг - суточная доза составляет 10-30 мг/кг, кратность введения - 2-4 раза/сут.
Для местного применения при лечении туберкулезных поражений разовая доза - 125 мг.

## Противопоказания
Желтуха, недавно перенесенный (менее 1 года) инфекционный гепатит, выраженные нарушения функции почек, беременность, период лактации, повышенная чувствительность к рифамицинам.

## Побочное действие
Со стороны пищеварительной системы: тошнота, рвота, диарея, анорексия, эрозивный гастрит, псевдомембранозный энтероколит, повышение активности печеночных трансаминаз, гипербилирубинемия, гепатит.
Аллергические реакции: крапивница, эозинофилия, отек Квинке, бронхоспазм, артралгия, лихорадка.
Со стороны системы кроветворения: лейкопения.
Со стороны половой системы: дисменорея.
Со стороны ЦНС и периферической нервной системы: головная боль, нарушение зрения, атаксия, дезориентация, мышечная слабость.
Со стороны мочевыделительной системы: нефронекроз, интерстициальный нефрит.
Прочие: герпес, флебит (при в/в введении), индукция порфирии.
При местном применении в форме ушных капель: аллергические реакции, окрашивание барабанной перепонки в розовый цвет (видимое при отоскопии).

## Беременность и лактация
Рифамицин противопоказан к применению при беременности и в период лактации (грудного вскармливания).
Клинических исследований безопасности местного применения рифамицина в форме ушных капель при беременности и в период лактации не проводилось.

## Применение при нарушениях функции печени
Противопоказан при желтухе, недавно перенесенном (менее 1 года) инфекционном гепатите. С осторожностью применять у пациентов с нарушениями функции печени из-за риска развития желтухи.

## Применение при нарушениях функции почек
Противопоказан при выраженных нарушениях функции почек.

## Применение для детей
Применение возможно согласно режиму дозирования.

## Особые указания
С осторожностью применять у пациентов с нарушениями функции печени из-за риска развития желтухи.
На фоне лечения у больных кожа, мокрота, пот, кал, слезная жидкость, моча приобретают оранжево-красный цвет. Может стойко окрашивать мягкие контактные линзы. Содержит сульфиты, что необходимо учитывать при назначении пациентам с гиперчувствительностью к сере.

## Лекарственное взаимодействие
Антациды, опиоиды, антихолинергические средства и кетоконазол снижают (в случае одновременного приема внутрь) биодоступность рифамицина.
При одновременном применении изониазид и/или пиразинамид повышают частоту и тяжесть нарушений функции печени в большей степени (у больных с предшествующим заболеванием печени).
При одновременном применении рифамицин снижает активность пероральных антикоагулянтов, пероральных гипогликемических препаратов, гормональных контрацептивов, препаратов наперстянки, антиаритмических средств (дизопирамид, хинидин, мексилетин, токаинид), ГКС, дапсона, гидантоинов (фенитоин), гексобарбитала, нортриптилина, бензодиазепинов, половых гормонов, теофиллина, хлорамфеникола, кетоконазола, итраконазола, циклоспорина А, азатиоприна, бета-адреноблокаторов, блокаторов медленных кальциевых каналов, эналаприла, циметидина (рифамицин вызывает индукцию некоторых ферментных систем печени, ускоряет метаболизм).

## Примечание
1. ↑  http://www.gastroportal.ru. Дата обращения: 27 мая 2010. Архивировано 28 сентября 2010 года.